# Natação no Campeonato Europeu de Esportes Aquáticos de 2016 - 50 m livre feminino
A prova dos 50 metros livre feminino da natação no Campeonato Europeu de Esportes Aquáticos de 2016 ocorreu nos dias 21 e 22 de maio em Londres, no Reino Unido. 

## Calendário
| Fase          | Data       | Hora  |
| ------------- | ---------- | ----- |
| Eliminatórias | 21 de maio | 09:35 |
| Semifinal     | 21 de maio | 17:48 |
| Final         | 21 de maio | 16:02 |

Todos os horários estão no horário local (UTC+0)

## Recordes
Antes desta competição, os recordes eram os seguintes:
| Recorde mundial       | Britta Steffen   | 23.73 | Roma      | 2 de agosto de 2009 |
| Recorde europeu       | Britta Steffen   | 23.73 | Roma      | 2 de agosto de 2009 |
| Recorde do campeonato | Marleen Veldhuis | 24.09 | Eindhoven | 24 de março de 2008 |

Os seguintes novos recordes foram estabelecidos durante esta competição. 
| Data       | Prova | Nadador             | Nacionalidade | Tempo | Recordes              |
| ---------- | ----- | ------------------- | ------------- | ----- | --------------------- |
| 22 de maio | Final | Ranomi Kromowidjojo | Países Baixos | 24.07 | Recorde do campeonato |

## Medalhistas
| Ouro                      | Prata                   | Bronze                 |
| Ranomi Kromowidjojo (NED) | Francesca Halsall (GBR) | Jeanette Ottesen (DEN) |

## Resultados

### Eliminatórias
Esses foram os resultados das eliminatórias. 
| Pos. | Bateria | Raia | Nadadora               | Nacionalidade        | Tempo | Notas |
| ---- | ------- | ---- | ---------------------- | -------------------- | ----- | ----- |
| 1    | 7       | 4    | Ranomi Kromowidjojo    | Países Baixos        | 24.80 | Q     |
| 2    | 5       | 4    | Jeanette Ottesen       | Dinamarca            | 24.98 | Q     |
| 3    | 7       | 5    | Anna Santamans         | França               | 25.00 | Q     |
| 4    | 5       | 1    | Aleksandra Urbańczyk   | Polónia              | 25.10 | Q     |
| 5    | 6       | 4    | Francesca Halsall      | Reino Unido          | 25.11 | Q     |
| 6    | 6       | 3    | Yuliya Khitraya        | Bielorrússia         | 25.16 | Q     |
| 7    | 7       | 2    | Kim Busch              | Países Baixos        | 25.33 | Q     |
| 8    | 6       | 6    | Erika Ferraioli        | Itália               | 25.35 | Q     |
| 8    | 5       | 5    | Silvia Di Pietro       | Itália               | 25.35 | Q     |
| 8    | 7       | 3    | Therese Alshammar      | Suécia               | 25.35 | Q     |
| 11   | 6       | 2    | Birgit Koschischek     | Áustria              | 25.41 | Q     |
| 12   | 5       | 3    | Darya Stepanyuk        | Ucrânia              | 25.45 | Q     |
| 13   | 6       | 7    | Anna Dowgiert          | Polónia              | 25.46 | Q     |
| 14   | 5       | 7    | Theodora Drakou        | Grécia               | 25.49 | Q     |
| 14   | 6       | 5    | Tamara van Vliet       | Países Baixos        | 25.49 |       |
| 16   | 7       | 6    | Andrea Murez           | Israel               | 25.52 | Q     |
| 16   | 4       | 5    | Susann Bjørnsen        | Noruega              | 25.52 | Q     |
| 18   | 7       | 7    | Mie Østergaard Nielsen | Dinamarca            | 25.55 |       |
| 19   | 5       | 6    | Mélanie Henique        | França               | 25.64 |       |
| 20   | 6       | 8    | Julie-Marie Meynen     | Luxemburgo           | 25.69 |       |
| 21   | 5       | 2    | Zohar Shikler          | Israel               | 25.70 |       |
| 22   | 4       | 3    | Miroslava Syllabová    | Eslováquia           | 25.78 |       |
| 23   | 7       | 9    | Cecilie Johannessen    | Noruega              | 25.82 |       |
| 24   | 5       | 0    | Mimosa Jallow          | Finlândia            | 25.84 |       |
| 25   | 6       | 9    | Aglaia Pezzato         | Itália               | 25.85 |       |
| 26   | 7       | 1    | Marrit Steenbergen     | Países Baixos        | 25.90 |       |
| 26   | 2       | 6    | Maria Ugolkova         | Suíça                | 25.90 |       |
| 28   | 6       | 1    | Sasha Touretski        | Suíça                | 25.97 |       |
| 29   | 3       | 2    | Nastja Govejšek        | Eslovênia            | 26.01 |       |
| 30   | 5       | 8    | Hanna-Maria Seppälä    | Finlândia            | 26.04 |       |
| 31   | 4       | 6    | Harriet Cooper         | Reino Unido          | 26.05 |       |
| 32   | 7       | 0    | Anna Kolářová          | Chéquia              | 26.10 |       |
| 33   | 6       | 0    | Tessa Nurminen         | Finlândia            | 26.14 |       |
| 34   | 4       | 0    | Lucy Hope              | Reino Unido          | 26.18 |       |
| 35   | 3       | 5    | Marte Løvberg          | Noruega              | 26.29 |       |
| 35   | 5       | 9    | Fatima Gallardo        | Espanha              | 26.29 |       |
| 37   | 4       | 7    | Nathalie Lindborg      | Suécia               | 26.32 |       |
| 38   | 2       | 3    | Kristel Vourna         | Grécia               | 26.40 |       |
| 39   | 3       | 3    | Bryndis Hansen         | Islândia             | 26.41 |       |
| 40   | 3       | 6    | İlknur Çakıcı          | Turquia              | 26.43 |       |
| 41   | 4       | 1    | Nina Rangelova         | Bulgária             | 26.47 |       |
| 42   | 3       | 1    | Juliette Casini        | Bélgica              | 26.49 |       |
| 42   | 3       | 8    | Barbora Mišendová      | Eslováquia           | 26.49 |       |
| 44   | 2       | 7    | Kristīna Šteins        | Letônia              | 26.51 |       |
| 45   | 4       | 2    | Gabriela Ņikitina      | Letônia              | 26.53 |       |
| 46   | 3       | 7    | Jessica Jackson        | Reino Unido          | 26.59 |       |
| 47   | 2       | 5    | Tess Grossmann         | Estónia              | 26.69 |       |
| 48   | 4       | 8    | Fanny Teijonsalo       | Finlândia            | 26.71 |       |
| 49   | 3       | 4    | Sanja Jovanović        | Croácia              | 26.90 |       |
| 50   | 3       | 0    | Danielle Hill          | Irlanda              | 26.91 |       |
| 51   | 3       | 9    | Svenja Stoffel         | Suíça                | 26.92 |       |
| 52   | 2       | 4    | Nichola Muscat         | Malta                | 27.00 |       |
| 53   | 2       | 2    | Ema Šarar              | Croácia              | 27.04 |       |
| 54   | 4       | 9    | Ana Pinho Rodrigues    | Portugal             | 27.07 |       |
| 55   | 2       | 8    | Monika Vasilyan        | Armênia              | 27.25 |       |
| 56   | 2       | 1    | Esra Kaçmaz            | Turquia              | 27.30 |       |
| 57   | 2       | 9    | Monica Ramírez         | Andorra              | 27.51 |       |
| 58   | 1       | 5    | Ana-Maria Damjanovska  | Macedônia do Norte   | 27.58 |       |
| 59   | 1       | 6    | Nikol Merizaj          | Albânia              | 27.86 |       |
| 60   | 2       | 0    | Signhild Joensen       | Ilhas Feroé          | 27.88 |       |
| 61   | 1       | 3    | Emina Pašukan          | Bósnia e Herzegovina | 28.05 |       |
| 62   | 1       | 4    | Nadia Tudo             | Andorra              | 28.16 |       |
| 63   | 4       | 4    | Magdalena Kuras        | Suécia               | DNS   |       |
| 63   | 7       | 8    | Sviatlana Khakhlova    | Bielorrússia         | DNS   |       |

### Semifinal
Esses foram os resultados das semifinais. 
Semifinal 1
| Pos. | Raia | Nadadora             | Nacionalidade | Tempo | Notas |
| ---- | ---- | -------------------- | ------------- | ----- | ----- |
| 1    | 4    | Jeanette Ottesen     | Dinamarca     | 24.93 | Q     |
| 2    | 3    | Yuliya Khitraya      | Bielorrússia  | 25.05 | Q     |
| 3    | 1    | Theodora Drakou      | Grécia        | 25.06 | Q     |
| 4    | 2    | Silvia Di Pietro     | Itália        | 25.09 | Q     |
| 5    | 7    | Darya Stepanyuk      | Ucrânia       | 25.19 |       |
| 6    | 6    | Erika Ferraioli      | Itália        | 25.21 |       |
| 7    | 8    | Susann Bjørnsen      | Noruega       | 25.22 |       |
| 8    | 5    | Aleksandra Urbańczyk | Polónia       | 25.27 |       |

Semifinal 2
| Pos. | Raia | Nadadora            | Nacionalidade | Tempo | Notas |
| ---- | ---- | ------------------- | ------------- | ----- | ----- |
| 1    | 3    | Francesca Halsall   | Reino Unido   | 24.21 | Q     |
| 2    | 4    | Ranomi Kromowidjojo | Países Baixos | 24.37 | Q     |
| 3    | 5    | Anna Santamans      | França        | 24.83 | Q     |
| 4    | 2    | Therese Alshammar   | Suécia        | 25.05 | Q     |
| 5    | 6    | Kim Busch           | Países Baixos | 25.18 |       |
| 6    | 1    | Anna Dowgiert       | Polónia       | 25.41 |       |
| 7    | 8    | Andrea Murez        | Israel        | 25.56 |       |
| 8    | 7    | Birgit Koschischek  | Áustria       | 25.63 |       |

### Final
Esse foi o resultado da final. 
| Pos.              | Raia | Nadadora            | Nacionalidade | Tempo | Notas                 |
| ----------------- | ---- | ------------------- | ------------- | ----- | --------------------- |
| Medalha de ouro   | 5    | Ranomi Kromowidjojo | Países Baixos | 24.07 | Recorde do campeonato |
| Medalha de prata  | 4    | Francesca Halsall   | Reino Unido   | 24.44 |                       |
| Medalha de bronze | 6    | Jeanette Ottesen    | Dinamarca     | 24.61 |                       |
| 4                 | 3    | Anna Santamans      | França        | 24.81 |                       |
| 5                 | 1    | Theodora Drakou     | Grécia        | 25.04 |                       |
| 6                 | 8    | Silvia Di Pietro    | Itália        | 25.08 |                       |
| 7                 | 7    | Therese Alshammar   | Suécia        | 25.12 |                       |
| 8                 | 2    | Yuliya Khitraya     | Bielorrússia  | 25.15 |                       |

Legenda
| Recorde mundial       | Recorde mundial (World record)               |                       | Recorde africano                      | Recorde africano (African) |                                           | Q | Classificado por posição (Qualified) |
| Recorde do campeonato | Recorde do campeonato (Championship record)  | Recorde da América    | Recorde da América (Americas)         | q                          | Classificado por melhor tempo (Qualified) |   |                                      |
| Melhor marca do ano   | Melhor marca do ano (World leading)          | Recorde asiático      | Recorde asiático (Asian)              | DNS                        | Não largou (Did not start)                |   |                                      |
| Recorde nacional      | Recorde nacional (National record)           | Recorde europeu       | Recorde europeu (European)            | DNF                        | Não terminou (Did not finish)             |   |                                      |
| Recorde pessoal       | Recorde pessoal do atleta (Personal best)    | Recorde da Oceania    | Recorde da Oceania (Oceania)          | DSQ / DQ                   | Desclassificado (Disqualified)            |   |                                      |
| Recorde da temporada  | Recorde da temporada do atleta (Season best) | Recorde sul-americano | Recorde sul-americano (South America) | NM                         | Sem marca (No mark)                       |   |                                      |